# The Funky Gibbon
"The Funky Gibbon" is een noveltylied van Bill Oddie en opgenomen door The Goodies. Het werd gearrangeerd door Tom Parker ("met inmenging van Bill Oddie") met muzikale begeleiding van leden van de R&B-band Gonzalez en uitgebracht als single in februari 1975. De B-kant was "Sick-Man Blues", geschreven door Oddie voor gebruik in de radio serie I'm Sorry, I'll Read That Again.
Het was de meest succesvolle single voor The Goodies. Het kwam op 15 maart 1975 binnen in de UK Singles Chart op nummer 37, bleef daar 10 weken staan en piekte op nummer 4.  Het werd ook veel gedraaid in de Verenigde Staten tijdens de radioshow The Dr. Demento en bereikte nummer 1. 79 in de Billboard Hot 100 in 1976.
The Funky Gibbon werd uitgebracht met meerdere alternatieve coda's aan het einde van het nummer, waaronder "Tie a Yellow Gibbon Round the Ole Oak Tree" en "And for Me Some Scarlet Gibbons, Scarlet Gibbons for My Hair", die willekeurig te horen waren op de single met dubbele groeven; evenals "He Promised to Buy Me a Bunch of Blue Gibbons to Tie Up My Bonny Brown...".
The Goodies speelden het nummer talloze keren live, onder andere bij Top of the Pops op 20 maart 1975 en bij The Goodies – Almost Live in 1976.
De b-kant, Sick-Man Blues, parodieerde de recente hit Up in a Puff of Smoke van voormalig Pickettywitch-zangeres Polly Brown.
De Funky Gibbon werd in november 2010 opnieuw vrijgelaten om geld in te zamelen voor de actie "Save the Gibbon" van de International Primate Protection League.